# پتی هایدو
پتی هایدو (انگلیسی: Patty Hajdu) سیاستمدار کانادایی و عضو حزب لیبرال کانادا است. وی در کابینه جاستین ترودو وزیر امور زنان است و در پارلمان کانادا نمایندگی بخشی از منطقه ثاندر بی را به عهده دارد.